# Mon babysitter
Pour les articles homonymes, voir Mon babysitter.
Pour plus de détails, voir Fiche technique et Distribution.
Mon babysitter est un film américain réalisé par Bart Freundlich et sorti en 2009 lors de sa première sortie mondiale en Allemagne et en novembre 2010 en France.

## Synopsis
Sandy doit emménager à Manhattan avec ses deux enfants car elle se sépare de son mari. Son nouvel appartement est situé au-dessus d'un café où elle sympathise avec le serveur, Aram. Elle parvient à lui faire quitter son emploi pour garder ses enfants.

## Fiche technique
- Titre français : Mon babysitter
- Titre Distribution Québec : Amour au détour
- Titre original : The Rebound
- Réalisation : Bart Freundlich
- Scénario : Bart Freundlich
- Production : Bart Freundlich, Mark Gill, Robert Katz, Tim Perell
  - Producteur exécutif : Antonin Dedet, Mario Zvan, Neil Sacker, Michael Goguen
  - Coproducteur : Lori Keith Douglas
  - Chef de production : Diloy Gülün
- Musique originale : Clint Mansell
- Photographie : Jonathan Freeman
- Montage : Christopher Tellefsen
- Durée : 95 minutes
- Pays de production :  États-Unis
- Langue : anglais
- Couleur : couleur
- Genre : comédie romantique
- Lieu de tournage : Istanbul, Turquie, Paris, Mumbai, Ambroseli park, au Kenya
- Date de sortie :
  - États-Unis : 25 décembre 2010
  - France : 17 novembre 2010

## Distribution
- Catherine Zeta-Jones (VF : Rafaèle Moutier) : Sandy
- Justin Bartha (VF : Emmanuel Garijo) : Aram Finklestein
- Andrew Cherry : Frank jeune
- Kelly Gould : Sadie à 8 ans
- Jake Cherry (VF : Arnaud Arbessier) : Frank
- Joanna Gleason : Roberta Finklestein
- Art Garfunkel : Harry Finklestein
- John Schneider : Trevor
- Steve Antonucci : Serveur
- Marc Alan Austen : cousin de Rabbi
- Paul Basile : Goth Hipster
- Robert Bizik : Animateur du sport télévisé
- Andrew Stephen Bradley : Patron du Coffee Shop
- Daniel Burress : Habitué du Coffee Shop
- Megan Byrne : Molly Foster
- Eliza Barry Calahan : Sadie à 13 ans
- Rehan Yadav : Zeke Finklestein
- Veanne Cox : Haley
- Skai Jackson : (figurante) Petite fille au musée.